# جيرد هينريتش
جيرد هينريتش (بالألمانية: Gerd Heinrich)‏ هو عالم طيور وعالم حشرات ألماني، ولد في 7 نوفمبر 1896 في برلين في ألمانيا، وتوفي في 17 ديسمبر 1984 في Farmington, Maine ‏ في الولايات المتحدة.